# 南洋舌鳎
南洋舌鳎（学名：Cynoglossus lida），又名利度鞋底鱼、利达鞋底鱼，为舌鰨科舌鰨屬下的一种熱帶海水魚，分布於印度西太平洋區，從東非、印度至馬來半島、菲律賓海域，棲息深度3-30公尺，本魚身體上側面褐色，有黑色的斑點，鰭暗色的，有眼睛的一面具有2條側線，背鰭軟條99-108枚、臀鰭軟條77-86枚，體長可達21.3公分，棲息在沙泥底質底層水域，生活習性不明，可做為食用魚。